# Lasice hranostaj

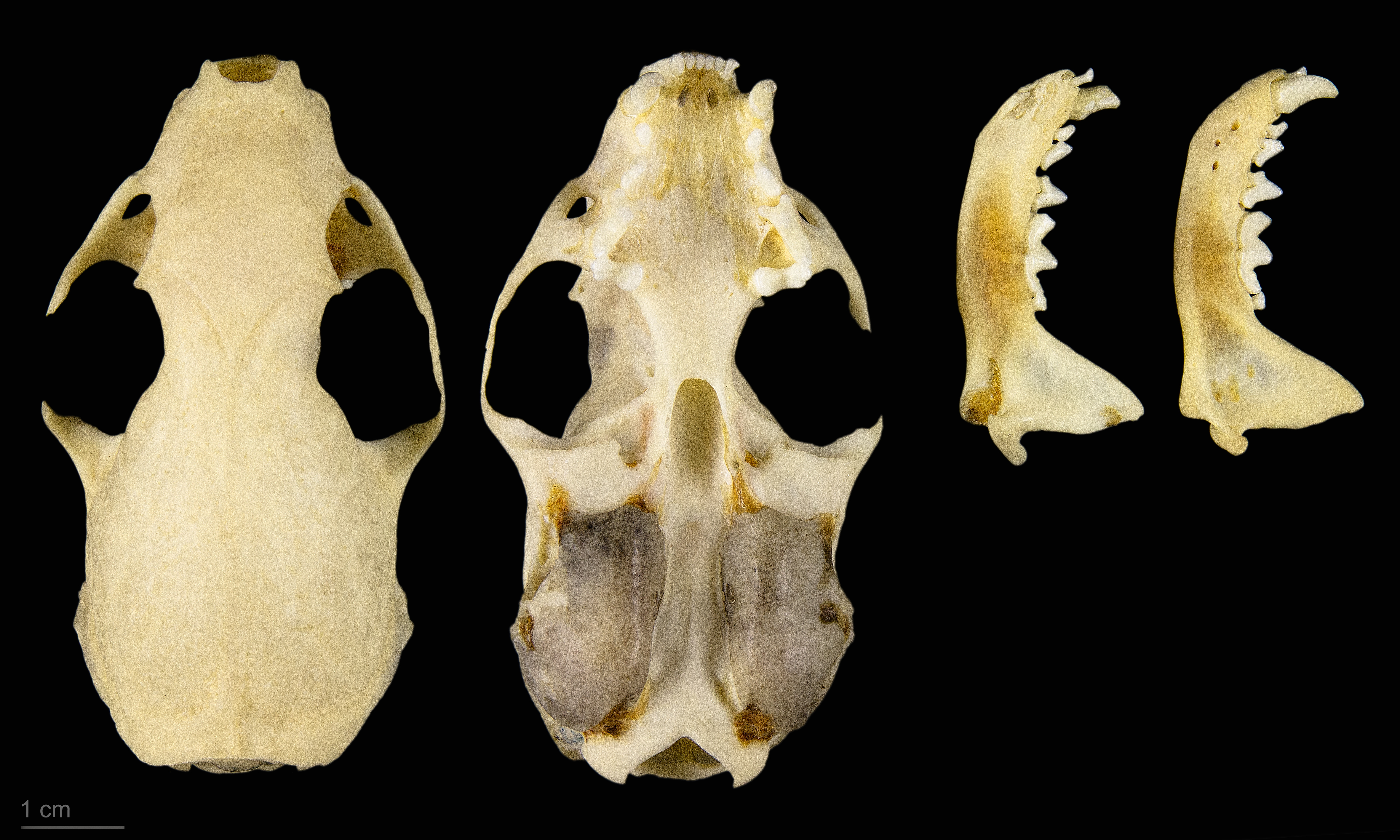
Mustela erminea

Lasice hranostaj, nazývaná též pouze hranostaj (Mustela erminea), je malá šelma z čeledi lasicovití (Mustelidae).

## Popis
Jedná se o malou šelmu s protáhlým tělem a krátkými končetinami. Dorůstá délky 24 až 29 cm (délka ocasu okolo 9 cm) a dosahuje váhy 140 až 350 g. Samci jsou výrazně větší než samice. Zbarvení hranostaje je v létě hnědé (zahrnuje poměrně rozsáhlou škálu od světle až po tmavě hnědou barvu) s bílým břichem, které v zimě nahrazuje hustší čistě bílý kožich. Pro hranostaje je typická černá špička ocasu, která zůstává u letní i zimní srsti. V jižnějších oblastech výskytu může být línání letní srsti pouze částečné, nebo nemusí hranostaj měnit srst vůbec. Odedávna byla zimní kožešina hranostaje vysoce ceněná a byla používána i na typická a dobře známá slavnostní roucha (hermelín). V ideálních podmínkách se dožívá až 12,5 let, ve volné přírodě je však průměrný věk znatelně kratší, asi 18 měsíců. Nebezpečí představují jiné druhy šelem a také dravci.
Pohybuje se skoky s čenichem u země. Skoky dosahují délky u samců 50 cm a u samic 30 cm. Často sleduje okolí – panáčkuje.

## Areál rozšíření
Obývá poměrně rozsáhlou oblast Severní Ameriky, Evropy (vyjma Středomoří a Balkánu) a Asie (včetně Japonska). Hranostaj byl v 19. století dovezen na Nový Zéland, aby snížil populace zavlečených králíků, rozšířil se, a v současnosti je jednou z největších hrozeb pro původní druhy ptáků a jako takový terčem kampaně Predator Free New Zealand 2050. Ta má za cíl odstranit z území Nového Zélandu nejproblematičtější druhy invazních savců do roku 2050.
Dle IUCN je hranostaj málo dotčeným taxonem, přesto i on čelí hrozbám, jako jsou nedostatek kořisti, kompetice s liškami či ztráta habitatu.

## Stanoviště
Vyskytuje se v lesích, na loukách, ale i v křovinatých porostech a horských oblastech nebo bažinách, vyhýbá se hustým lesům.

## Potrava
Hranostaj je noční zvíře, které je velmi přizpůsobivé a dokáže lovit bez problémů i přes den. Kořistí jsou mu především hlodavci, zajícovci, popř. ptáci nebo jejich vajíčka. Kořist loví zpravidla zakousnutím se do krku. Živí se také rybami, plazy, žábami či bezobratlými živočichy.

## Rozmnožování
Mláďata má jednou do roka, přičemž doba březosti (stejně jako u dalších lasicovitých) může být až 12 měsíců. Jedná se o tzv. utajenou březost, kdy oplozená vajíčka zůstávají v klidu až do doby příznivějších podmínek. Samotný vývoj plodu trvá asi 1–2 měsíce. K páření může docházet od května do srpna. Doupě si zřizuje v dutině stromu, ve skalní rozsedlině a nepohrdne ani opuštěným doupětem jiného zvířete. Lasice obvykle vrhne 4–9 mláďat. Samice dosahují pohlavní dospělosti již asi za dva měsíce, samci až za dvanáctkrát tak dlouhou dobu.